# Semington
Semington är en ort och civil parish i Storbritannien.   Den ligger i grevskapet Wiltshire och riksdelen England, i den södra delen av landet, 140 km väster om huvudstaden London. Semington ligger 39 meter över havet och antalet invånare är 930.
Terrängen runt Semington är platt.Runt Semington är det ganska tätbefolkat, med 239 invånare per kvadratkilometer. Närmaste större samhälle är Bath, 15,2 km väster om Semington. Omgivningarna runt Semington är en mosaik av jordbruksmark och naturlig växtlighet.